# Riedelia maculata
Riedelia maculata là một loài thực vật có hoa trong họ Gừng. Loài này được Theodoric Valeton miêu tả khoa học đầu tiên năm 1913.

## Phân bố
Loài này được tìm thấy ở cao độ 150-250 m tại Alkmaar và Binnenkamp ven sông Noordrivier / Noordfluss (sông Lorentz), tây nam đảo New Guinea, thuộc địa phận tỉnh Papua, Indonesia. Mẫu vật điển hình: G.M. Versteeg 1594 và G.M. Versteeg 1624 do Gerard Martinus Versteeg (1876-1943) thu thập tại Alkmaar.